# Przygody Misia Colargola

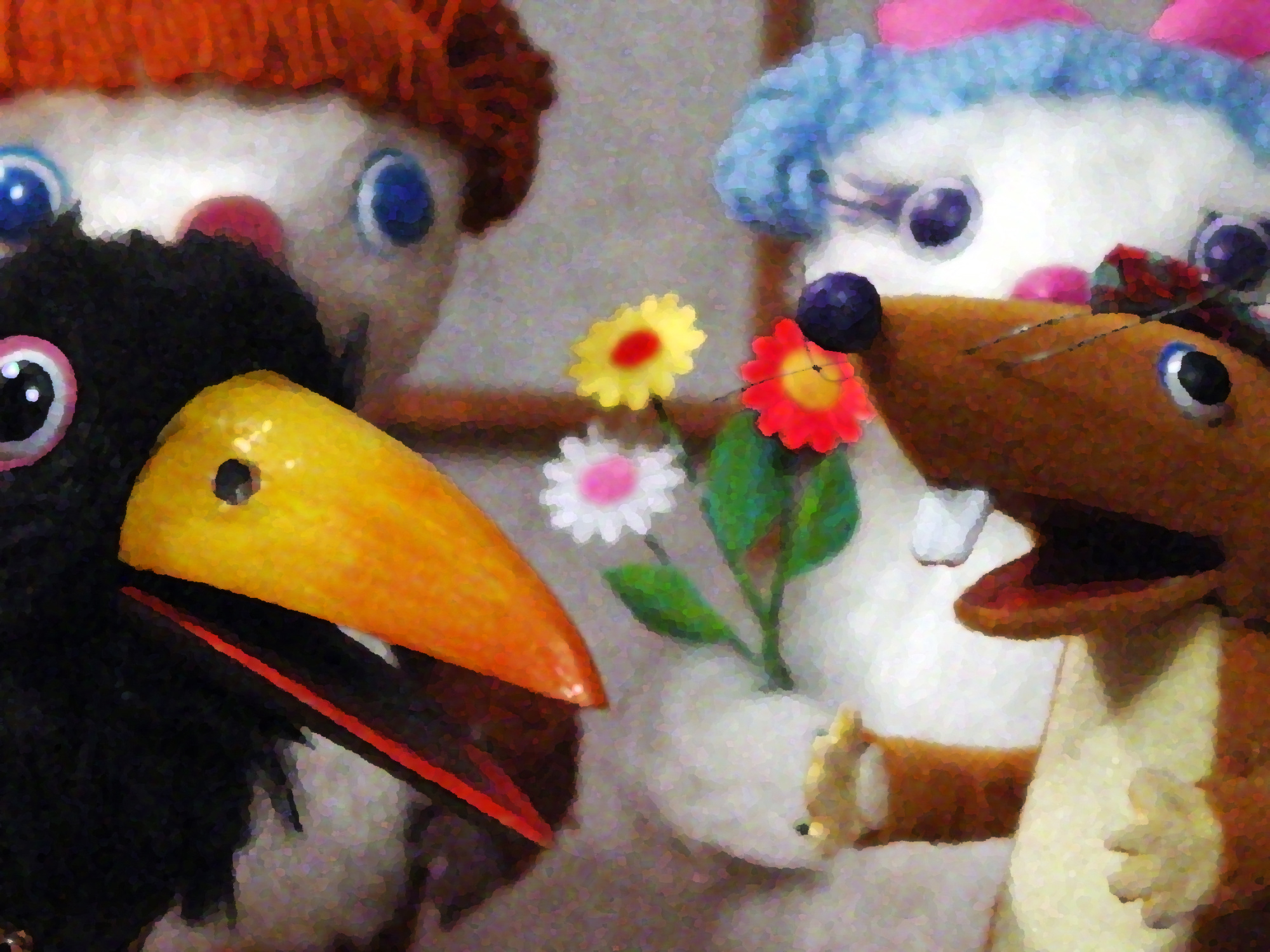
Miś Colargol wraz z przyjaciółmi

Przygody Misia Colargola (fr. Les Aventures de Colargol) – polsko-francuski lalkowy serial animowany wytwórni Se-ma-for w Łodzi, którego głównym bohaterem jest Miś Colargol.
Serial powstawał w latach 1968–1974. Kierownikiem artystycznym, współautorem scenariusza oraz autorem scenografii był Tadeusz Wilkosz. Muzykę skomponowali Mireille (odc. 1–27) i Jean Michel Defaye (odc. 28–53).

## Obsada głosowa
| Polska wersja - Irena Siempińska – miś Colargol - Stanisław Czernik – pan Kruk - Roman Werliński – szczurek Hektor (odc. 1-21) - Waldemar Szyk – szczurek Hektor (odc. 22-53) - Szczepan Chęciński – - pan Zibou, - pingwin - Tadeusz Wojan – - tata Colargola, - nauczyciel, - wilk Kid - Barbara Borkowska – - mama Colargola, - panna Wrona |  | Francuska wersja Źródło: - Angelo Lahaual – miś Colargol - Georges Atlas – pan Kruk - Guy Pierauld – szczurek Hektor - Gérard Hernandez – wilk Kid - Claude Joseph – - Pimoulu, - słowik - Marcelle Lajeunesse – różne role - Claude Chantal – różne role |

## Odcinki serialu
1. Poranek Misia (reż. Tadeusz Wilkosz)
2. Fruwający Miś (reż. Jadwiga Kudrzycka)
3. Miś u Króla Ptaków (reż. Krystyna Dobrowolska)
4. Koncert Misia (reż. Janina Hartwig)
5. Cyrk Pimoulu (reż. Lucjan Dembiński)
6. Cyrkowa sława Misia (reż. Lucjan Dembiński)
7. Oswobodzenie Misia (reż. Teresa Badzian)
8. Ostatnia lekcja (reż. Eugeniusz Ignaciuk)
9. Miś na morzu (reż. Anna Harda)
10. Colargol marynarzem (reż. Janina Hartwig)
11. Ucieczka Misia (reż. Jadwiga Kudrzycka)
12. Colargol na biegunie północnym (reż. Anna Harda)
13. Powrót Misia (reż. Eugeniusz Ignaciuk)
14. Miś w przestworzach (reż. Eugeniusz Ignaciuk)
15. Colargol kosmonautą (reż. Eugeniusz Ignaciuk)
16. Miś w kosmosie (reż. Dariusz Zawilski)
17. Colargol na księżycu (reż. Jadwiga Kudrzycka)
18. Colargol na fantasmagorii (reż. Krystyna Dobrowolska)
19. Colargol na meteorologii (reż. Marian Kiełbaszczak)
20. Miś u wróżki Carabosse (reż. Janina Hartwig)
21. Powrót na Ziemię (reż. Jadwiga Kudrzycka)
22. Wakacje Colargola (reż. Lucjan Dembiński)
23. W oczekiwaniu przyjaciół (reż. Lucjan Dembiński)
24. Witaj Nordynko (reż. Janina Hartwig)
25. Colargol drużbą (reż. Jadwiga Kudrzycka)
26. Wesele Kruka (reż. Marian Kiełbaszczak)
27. Pożegnanie z Nordynką (reż. Eugeniusz Ignaciuk)
28. Zimowe kłopoty (reż. Lucjan Dembiński)
29. Zgubiony flecik (reż. Jadwiga Kudrzycka)
30. Miś pod wodą (reż. Dariusz Zawilski)
31. Witaj wiosno (reż. Eugeniusz Ignaciuk)
32. Wędrujący Miś (reż. Eugeniusz Ignaciuk)
33. Colargol na festiwalu (reż. Marian Kiełbaszczak)
34. Colargol kowbojem (reż. Dariusz Zawilski)
35. Miś na Dzikim Zachodzie (reż. Janina Hartwig)
36. Colargol i dyliżans (reż. Jadwiga Kudrzycka)
37. Miś i banda Złego Kida (reż. Marian Kiełbaszczak)
38. Colargol i Ekspress (reż. Edward Sturlis)
39. Miś w Golden City (reż. Eugeniusz Ignaciuk)
40. Colargol szeryfem (reż. Eugeniusz Ignaciuk)
41. Colargol w Holandii (reż. Jadwiga Kudrzycka)
42. Colargol w Anglii (reż. Dariusz Zawilski)
43. Colargol w Ameryce (reż. Eugeniusz Ignaciuk)
44. Colargol w Meksyku (reż. Marian Kiełbaszczak)
45. Colargol w Australii (reż. Jadwiga Kudrzycka)
46. Colargol na Syberii (reż. Eugeniusz Ignaciuk)
47. Colargol w Indiach (reż. Janina Hartwig)
48. Colargol w Egipcie (reż. Marian Kiełbaszczak)
49. Colargol w Afryce (reż. Dariusz Zawilski)
50. Colargol na Saharze (reż. Janina Hartwig)
51. Wielki powrót Colargola (reż. Eugeniusz Ignaciuk)
52. Nasza choinka (reż. Jadwiga Kudrzycka)
53. Świąteczny wieczór (reż. Tadeusz Wilkosz)